# Groenschistfacies
| Metamorfe facies |                      |                      |              |             |             |
| Metamorfe facies |                      |                      |              |             |             |
| 16 kbar          | blauwschist          | blauwschist          | eclogiet     | eclogiet    | eclogiet    |
| 12 kbar          | blauwschist          | blauwschist          | eclogiet     | eclogiet    | eclogiet    |
| 8 kbar           |                      | groenschist          | amfiboliet   | amfiboliet  | granuliet   |
| 6 kbar           | prehniet-pumpellyiet | prehniet-pumpellyiet | amfiboliet   | amfiboliet  | granuliet   |
| 4 kbar           | zeoliet              | alb-epi hfels        | hbl hornfels | px hornfels | sanidiniet  |
|                  | 200 °C               | 400 °C               | 600 °C       | 800 °C      | 1000 °C     |
| druk             | temperatuur          | temperatuur          | temperatuur  | temperatuur | temperatuur |

De groenschist-facies is een metamorfe facies die wordt gekenmerkt door een graad van metamorfose van gemiddelde druk en temperatuur. De facies is genoemd naar het schisteuze uiterlijk van het gesteente en de groene kleur, veroorzaakt door de groene mineralen chloriet, epidoot en chloritoid.
Zoals bij alle metamorfe facies wordt de groenschist-facies vastgesteld aan de hand van bepaalde mineralen die gewoonlijk middels onderzoek naar slijpplaatjes worden gedetermineerd. In metamorfe basische gesteenten, grauwackes, pelieten en dolomieten zijn de volgende mineraalsamenstellingen typerend voor de groenschist-facies:

## Mineraalassemblages

### Metabasisch gesteente
- chloriet + albiet + epidoot ± actinoliet, kwarts

### Metagrauwackes
- albiet + kwarts + epidoot + muscoviet ± stilpnomelaan

### Metapelieten
- muscoviet + chloriet + albiet + kwarts
- chloritoid + chloriet + muscoviet + kwarts ± paragoniet
- biotiet + muscoviet + chloriet + albiet + kwarts + Mn-rijke granaat (spessartien)

### Silica-houdende dolomieten
- dolomiet + kwarts